# جیرولامو ساونارولا
جیرولامو ساونارولا (به ایتالیایی: Girolamo Savonarola)‏ (تولد ۲۱ سپتامبر۱۴۵۲-درگذشت ۲۳ مه ۱۴۹۸) کشیش ایتالیایی و رهبر فلورانس در سال‌های ۱۴۹۴ تا ۱۴۹۸ بود. وی یکی از مخالفین سرسخت رنسانس در تاریخ است.
وی در آغاز یک واعظ ساده بود و برای وعظ و خطابه به دهات و شهرها سفر می‌کرد و مردم را به راه خدا دعوت می‌نمود. ریاضت می‌کشید. روزه می‌گرفت. و در سفرهای مداومش روی زمین یا در انبارهای علوفه می‌خوابید. در سخنرانی‌های پرشورش مردم را از عذابی که در انتظارشان بود می‌ترساند و آن‌ها را از زندگی گناه آلودی که در پیش گرفته بودند برحذر می‌داشت.

## حکمرانی فلورانس
در سال ۱۴۹۴ حکومت خاندان مدیچی در فلورانس برانداخته شد و ساونارولا توانست با استفاده از احساسات مذهبی مردم و ایجاد احساس گناه در آن‌ها حکومت را در دست بگیرد و حاکم فلورانس گشت. بعد از به حکومت رسیدن تنها کاری که می‌کرد ایراد وعظ و خطابه و ترساندن مردم از جهنم و شیطان‌های آن با شاخ‌های سرخ و دیگ‌های جوشان بود. وی برگزاری تمام مجالس جشن، کارناوال‌ها و رقص‌ها را ممنوع اعلام کرد و تمام کافه‌ها و قمارخانه‌ها را به نمازخانه و کلیسا و مراکز آموزش علوم دینی تبدیل نمود. در ۱۴۹۷ وی پیروانش را به جستجوی خانه به خانه منازل مردم در جستجوی آینه‌ها، نقاشی‌ها، کتاب‌ها، لوازم آرایش، مجسمه‌ها، کلاه‌های زنانه، وسایل موسیقی و شطرنج‌ها فرستاد. تمام این وسایل در آتش بزرگی در میدان شهر سوزانده شدند. وی این آتش بزرگ را «آتش بزرگ غرور» نام نهاده‌بود. گفته می‌شود که بسیاری از نقاشی‌های مهم رنسانس در این آتش از بین رفتند.

## تاثیر بر هنر
لوئیجی دالاپیکولا در اثر کُر خود «کانتی دی پریجیونیا» در سال ۱۹۳۸ از متن «مراقبه بر مزمور» اثر ساوونارولا استفاده کرد.

## اعدام

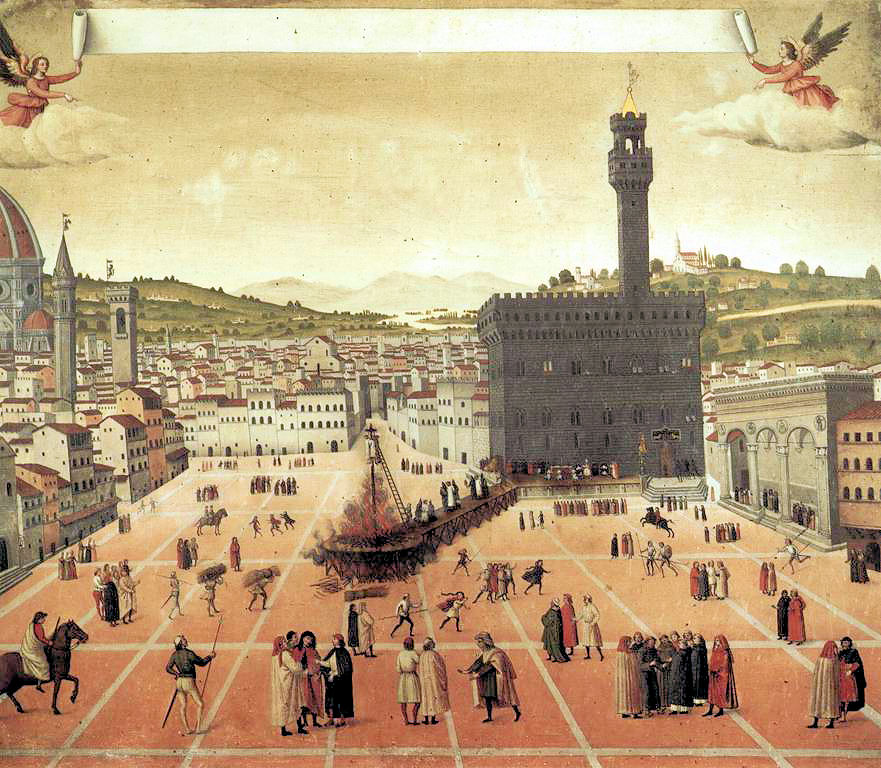
تابلویی از اعدام ساونارولا

در اثر اختلافاتی که با پاپ الکساندر ششم به وجود آمد، در سال ۱۴۹۷ لباس وی صادر شد و سرانجام الکساندر حکم ارتداد وی را در ۱۴۹۸ صادر کرد.
در ۲۳ می۱۴۹۸ پس از شکنجه‌های فراوان، جیرولامو ساونارولا و دو نفر از نزدیکترین یارانش، برادر دومینیکو و برادر سالوسترو در دادگاهی مذهبی محکوم به مرگ شدند. پس از اعدام با طناب، برای تبدیل نشدن محل گورشان به زیارتگاه توسط طرفدارانشان، اجسادشان در همان محل «آتش بزرگ غرور» سوزانده شد. مریدان ساونارولا می‌گویند گناه وی این بود که با خاندان ستمگر مدیچی درافتاد و به افشای فساد در دستگاه روحانیت کلیسا می‌پرداخت و آن را مغایر با آیین مسیح می‌دید. اما روحانیون مرتجع که از تأثیر سخنان انتقادی وی در بین مردم به وحشت افتاده بودند، به او اتهام زدند که ادعای پیامبری می‌کند و تکفیرش کردند.
نیکولو ماکیاولی، فیلسوف سیاسی ایتالیایی، در مورد او می‌گوید:
«او نه وسیله‌ای برای پابرجا نگاه داشتن باورندگان خویش داشت نه راهی برای مؤمن ساختن ناباوران. از اینروست که همهٔ پیامبران سلحشور کامیاب بوده‌اند و پیامبران بی‌سلاح ناکام.»— رامین جهانبگلو، ماکیاولی و اندیشه رنسانس، نشر مرکز، ص ۳۲

## ساونارولا و ساندرو بوتیچلی
فلورانس صحنهٔ ناآرامی‌ها و مبارزات سیاسی شده بود. ورود سربازان فرانسوی به‌خاک ایتالیا از یک طرف و «حکومت مذهبی» جیرولامو ساونارولا، و بعد دستگیری، شکنجه و سوزاندن او، هنر و هنرمندان را تحت تأثیر قرار داد و در افکار میکل آنژ و دیگر افلاطونیان تأثیر عمیق برجای نهاد.
...
ساوونارولا هواداران بسیار داشت و پس از سوزاندنش نیز در خاطره‌ها باقی مانده‌است. هنرمندانی چون «ساندرو بوتیچلی» Sandro Botticelli در آثار خودشان از جمله تابلوی «انتقام الهی از برای قتل ساوونارولا» از او یاد کرده‌اند.